# 原線䲗屬
原線䲗屬（學名：Protogrammus）為䲗科下的一屬，分佈在太平洋與大西洋。

## 物種
目前辨認出兩個種：
- 反足原線䲗（Protogrammus antipodus）
- 蘇氏原線䲗（Protogrammus sousai）

## 文獻
1. ↑  Froese, R. & Pauly, D. (eds.) (2014). Species of Protogrammus. FishBase. Version 2014-06.